# 6594 Tasman
6594 Tasman eller 1987 MM1 är en asteroid i huvudbältet som upptäcktes den 25 juni 1987 av den tjeckiske astronomen Antonín Mrkos vid Kleť-observatoriet i Tjeckien. Den är uppkallad efter den holländske upptäcktsresanden Abel Tasman.
Asteroiden har en diameter på ungefär 7 kilometer och den tillhör asteroidgruppen Gefion.